# Malgovern
Malgovern és una partida de l'Horta de Lleida, de Lleida.
Limita:
- Al nord amb la partida de Sant Just.
- A l'est amb la partida de la Caparrella.
- Al sud amb la partida de Butsènit.
- A l'oest amb el terme municipal d'Alcarràs.